# Korridor (hoheitliche Zone)
Ein Korridor ist ein schmaler Gebietsstreifen, der Zugang über oder durch fremdes Territorium gewährt, indem er in der Regel einen Staat durch fremdes Hoheitsgebiet mit dem Meer oder mit einer Exklave verbindet bzw. über fremdes Staatsgebiet führt. Er kann als eine Landzone (Korridorzug) oder Luftzone (Luftkorridor) ausgebildet sein.

## Bedeutung
Stephan Trüby beschreibt Korridor als Zone, die andere Räume erschließt, selbst aber als fremd wahrgenommen und in diesem Sinne seit dem Ersten Weltkrieg für geographisch, strategisch oder geopolitisch definierte Räume benutzt wird.
Ein Beispiel aus der Vergangenheit ist der Polnische Korridor durch Westpreußen nach dem Friedensvertrag von Versailles. Mit der Weichsel und der deutschen Stadt Danzig ermöglichte er der Zweiten Polnischen Republik den Zugang zur Ostsee; damit trennte er aber die preußische Provinz Ostpreußen vom restlichen Deutschen Reich. Die Freie Stadt Danzig wurde unter Aufsicht des Völkerbundes gestellt. Der Korridor schuf neue politische Probleme und war ein Vorwand für den Überfall auf Polen. Ein anderes Beispiel ist die Panamakanalzone, die bis 1979 von den  Vereinigten Staaten kontrolliert wurde und das Hoheitsgebiet von Panama durchschnitt.
Die Anglo-sowjetische Invasion des Iran schuf den Persischen Korridor. Er bewahrte 1941 die Sowjetunion vor dem Zusammenbruch im Deutsch-Sowjetischen Krieg. Außerdem sicherte er Englands Zugriff auf das Erdöl am Persischen Golf (Abadan) und seine beherrschende Stellung im Mittleren Osten.
Ein aktuelles Beispiel aus der heutigen Zeit ist der Neum-Korridor in Bosnien-Herzegowina, ein etwa 10 km breiter Streifen an Kroatiens Adriaküste, der den einzigen Zugang des Landes zum Mittelmeer darstellt. Der Korridor besteht jedoch nur an Land, das kroatische Hoheitsgewässer wird nicht durchschnitten. Die Pelješac-Brücke umgeht den Korridor seit 2022 auch für Landfahrzeuge.
Solche Korridore, welche das Staatsgebiet eines anderen Landes durchschneiden, werden auch Zerschneidungskorridor genannt.
Im Eisenbahnverkehr gibt es Korridorzüge, die beispielsweise aufgrund geographischer Gegebenheiten eine Trasse über fremdes Gebiet nutzen, so etwa die Korridorzüge der österreichischen Bundesbahnen über das Deutsche Eck.

## Weitere Beispiele
- Wachankorridor in Afghanistan, trennt Tadschikistan von Pakistan
- Hexi-Korridor in China, Durchgang von Xinjiang nach Zentralasien
- Suwałki-Lücke zwischen Polen und Litauen, einzige Landverbindung zwischen Mitteleuropa und dem Baltikum auf NATO-Gebiet
- Latschin-Korridor in Aserbaidschan zwischen Armenien und Bergkarabach
- Tschechischer Korridor, auf der Pariser Friedenskonferenz vorgeschlagene Verbindung zwischen der Tschechoslowakei und Jugoslawien
- Philadelphi-Korridor zwischen dem Gazastreifen und Ägypten